# SRSF10
SRSF10 (англ. Serine and arginine rich splicing factor 10) – білок, який кодується однойменним геном, розташованим у людей на короткому плечі 1-ї хромосоми.  Довжина поліпептидного ланцюга білка становить 262 амінокислот, а молекулярна маса — 31 301.
| 10         |  | 20         |  | 30         |  | 40         |  | 50         |
| ---------- |  | ---------- |  | ---------- |  | ---------- |  | ---------- |
| MSRYLRPPNT |  | SLFVRNVADD |  | TRSEDLRREF |  | GRYGPIVDVY |  | VPLDFYTRRP |
| RGFAYVQFED |  | VRDAEDALHN |  | LDRKWICGRQ |  | IEIQFAQGDR |  | KTPNQMKAKE |
| GRNVYSSSRY |  | DDYDRYRRSR |  | SRSYERRRSR |  | SRSFDYNYRR |  | SYSPRNSRPT |
| GRPRRSRSHS |  | DNDRFKHRNR |  | SFSRSKSNSR |  | SRSKSQPKKE |  | MKAKSRSRSA |
| SHTKTRGTSK |  | TDSKTHYKSG |  | SRYEKESRKK |  | EPPRSKSQSR |  | SQSRSRSKSR |
| SRSWTSPKSS |  | GH         |  |            |  |            |  |            |

A: Аланін

C: Цистеїн

D: Аспарагінова кислота

E: Глутамінова кислота

F: Фенілаланін

G: Гліцин

H: Гістидин

I: Ізолейцин

K: Лізин

L: Лейцин

M: Метіонін

N: Аспарагін

P: Пролін

Q: Глутамін

R: Аргінін

S: Серин

T: Треонін

V: Валін

W: Триптофан

Кодований геном білок за функцією належить до фосфопротеїнів. 
Задіяний у таких біологічних процесах як процесінг мРНК, сплайсінг мРНК. 
Білок має сайт для зв'язування з РНК. 
Локалізований у цитоплазмі, ядрі.